# Férfi 10 km-es pálya-kerékpározás az 1896. évi nyári olimpiai játékokon
A férfi 10 kilométer egyike volt az öt pályakerékpár-versenynek az olimpiai programban. Ezt a versenyt április 11-én rendezték a Neo Phaliron Velodrome pályán, ami 30 kör megtételét jelentette. Azon a napon ez volt a harmadik versenyszám kerékpározásban.
4 nemzet 6 kerekese versengett az aranyéremért.

## Érmesek
| Arany                             | Ezüst                              | Bronz                         |
| Paul Masson · Franciaország (FRA) | Léon Flameng · Franciaország (FRA) | Adolf Schmal · Ausztria (AUT) |

## Eredmények
| Helyezés | Versenyző                          | Eredmény         |
| -------- | ---------------------------------- | ---------------- |
| Arany    | Paul Masson (FRA)                  | 17:54,2          |
| Ezüst    | Léon Flameng (FRA)                 | 17:54,2          |
| Bronz    | Adolf Schmal (AUT)                 | nincs adat       |
| 4.       | Joseph Rosemeyer (GER)             | nincs adat       |
| 5.       | Arisztídisz Konsztandinídisz (GRE) | nincs adat       |
| -        | Georgiosz Kolettisz (GRE)          | feladta 7 km-nél |

A két francia versenyző végzett az élen. Ők a közvetlenül ez előtt tartott sprintversenyben is indultak, és ott is dobogón végeztek mindketten. Paul Masson és Léon Flameng időeredménye tizedmásodpercre azonos volt: 17 perc 54,2 másodperc. Az osztrák Adolf Schmal szerezte meg a harmadik helyet. A két hazai versenyző a táv kétharmadánál egymásnak ütközött. Arisztídisz Konsztandinídisz tudta folytatni a versenyt, azonban Georgiosz Kolettisznek fel kellett adnia a további küzdelmeket sérülései miatt.